# Februarie 1997
Acest articol este generat integral pe baza informațiilor din articolul 1997 și este actualizat periodic de un robot.
 Editările făcute în articol vor fi șterse la următoarea actualizare! Dacă doriți să faceți modificări, editați articolul-sursă.

ianuarie -
februarie -
martie -
aprilie -
mai -
iunie -
iulie -
august -
septembrie -
octombrie -
noiembrie -
decembrie
Februarie 1997 a fost a doua lună a anului și a început într-o zi de sâmbătă.

## Evenimente
- 4 februarie: După o primă contestare a rezultatelor, președintele sârb, Slobodan Milošević, recunoaște victoria opoziției în alegerile din noiembrie 1996.
- 17 februarie: După numeroase amânări, guvernul Ciorbea anunță pachetul de măsuri de reformă și de protecție socială a populației. Se vor închide primele întreprinderi nerentabile, ceea ce provoacă proteste de stradă violente.
- 21 februarie: Începe vizita de două zile în România a președintelui francez Jacques Chirac, care a reafirmat susținerea Franței față de aderarea României „în primul val” al extinderii NATO, alături de Polonia, Ungaria și Republica Cehă.
- 21 februarie: Guvernul Ciorbea anulează actul prin care regelui Mihai îi fusese retrasă cetățenia română. O săptămână mai târziu fostul rege sosește în țară încheind un exil de 49 de ani.
- 22 februarie: La Roslin, Scoția, oamenii de știință anunță că o fost clonată o oaie pe nume Dolly, care s-a născut în iulie 1996. Cea mai faimoasă oaie din lume a trăit șase ani.
- 23 februarie: Pugilistul român Mihai Leu, a cucerit titlul mondial al categoriei semi-mijlocie, versiunea WBO, învingându-l la puncte pe Santiago Samaniego (Panama), într-un meci disputat la Hamburg. El devine primul boxer român care cucerește o centură cu diamante la box profesionist.
- 23 februarie: Are loc un incendiu la bordul navetei spațiale rusești Mir.
- 27 februarie: Divorțul devine legal în Irlanda.

## Nașteri
- 5 februarie: Tsuyoshi Watanabe, fotbalist japonez
- 7 februarie: Nicolò Barella, fotbalist italian
- 7 februarie: Anhelina Kalinina, jucătoare de tenis ucraineană
- 10 februarie: Chloë Grace Moretz, actriță americană de film
- 16 februarie: Dragoș Ionuț Nedelcu, fotbalist român
- 25 februarie: Isabelle Fuhrman, actriță americană de film

## Decese
Simion Bughici (n. Simon David), 82 ani, politician român (n. 1914)
Bohumil Hrabal, 82 ani, romancier ceh (n. 1914)
Constantin Drâmbă, 90 ani, matematician român (n. 1907)
Corneliu Cezar, 59 ani, compozitor român (n. 1937)
Deng Xiaoping, 92 ani, lider de facto comunist chinez (1975-1989), (n. 1904)
Pierre Gascar, scriitor francez (n. 1916)
Josef Posipal, 69 ani, fotbalist german de origine română (n. 1927)
Ion Voicu, 73 ani, violonist român de etnie romă (n. 1923)
Gheorghe Enescu, 65 ani, filosof român (n. 1932)